# Pierre Barbette (archevêque)
 (février 2018).
Si vous disposez d'ouvrages ou d'articles de référence ou si vous connaissez des sites web de qualité traitant du thème abordé ici, merci de compléter l'article en donnant les références utiles à sa vérifiabilité et en les liant à la section « Notes et références ».
Pour les articles homonymes, voir Pierre Barbet, Barbet et Barbette (homonymie).
Pierre Barbette, ou Barbet (mort en 1298), est chancelier de France puis le 60e archevêque de Reims, de 1274 à 1298. Il sacre le roi de France Philippe IV le Bel en 1286.

## Biographie
Chancelier de France de 1271 à 1273, Pierre Barbette est élu archevêque de Reims.

## Sources
- Philippe Morel, Une famille de la Bourgeoisie parisienne au XIIIe  et au  XIVe siècle, Les Barbette, Bulletin de la Société de l'histoire de Paris et de l'Ile-de-France, p. 39-54, ed. H. Champion, 1972-1973